# 小華和ためお
小華和 ためお（こはなわ ためお、本名：小華和 為雄（読みは左記と同じ）、1936年9月18日 - 2019年3月31日）は、山形県酒田市出身のアニメーター、アニメ監督である。

## 来歴
多摩美術大学を卒業後、1959年（昭和34年）に東映動画入りして3か月の見習い期間を経るが、見習い期間終了後の本採用はならず不採用となる。本人は本採用にあたって作文を書くことになり、「アニメ作りよりもまず労働条件改善が先だろう」と書いたが、それが実質“思想調査”だったと回顧している。当時は職場各所で労働争議の活動が起こっていた時期であり東映動画も例外ではなく、自分の作文が当時の東映社長の大川博の目に留まって「そのうち組合活動で暴れるかも」と思われたことで不採用になったと話している。行く当てもなく困っていたところ、友人の知り合いの紹介でアニメCM制作会社「テレビ動画プロダクション」に勤務。CMの演出を手掛ける傍ら、独学でアニメーションの製作技術を習得した。1965年、契約社員として一度は不採用になった東映動画に戻り、動画マン・原画マンとして多くの作品を担当。後に東映動画を退社し、学生時代の同期だった光延博愛に誘われてアニメ制作プロダクション「放送動画制作」で仕事をする。その後グループ・タックや土田プロダクション（放送動画制作出身の土田治が設立）などでキャラクターデザイン、演出などを手掛けた。
キャラクターデザインを担当した代表的な作品は、『ドカベン』。主な監督作品は、『ハックルベリィの冒険』『野球狂の詩』『ゲームセンターあらし』『伊賀野カバ丸』『つる姫じゃ〜っ!』『アニメひみつの花園』『ビット・ザ・キューピッド』など。主な絵コンテ担当作は、『ルパン三世 (TV第1シリーズ)』『ルパン三世 バビロンの黄金伝説』など。

## 主な参加作品
- 宇宙パトロールホッパ（原画、作画監督）
- 海賊王子（作画監督、作画）
- 魔法使いサリー(旧)（作画監督）
- ファイトだ!!ピュー太（作画監督）
- ルパン三世 (TV第1シリーズ)（絵コンテ）
- 新オバケのQ太郎（絵コンテ）
- 赤胴鈴之助（絵コンテ）
- まんが日本昔ばなし（演出）
- ドカベン（キャラクター設定）
- まんが世界昔ばなし（演出）
- ハックルベリィの冒険（チーフディレクター）
- まんが偉人物語（演出）
- 野球狂の詩（監督）
- 科学冒険隊タンサー5（演出）
- がんばれゴンベ（絵コンテ）※こはなわタメオ名義
- 釣りキチ三平（絵コンテ）
- まんがことわざ事典（絵コンテ）
- ミスター・ジャイアンツ 栄光の背番号3（監督）
- うる星やつら（絵コンテ）
- ゲームセンターあらし（チーフディレクター、絵コンテ）
- さすがの猿飛（絵コンテ）
- 伊賀野カバ丸（チーフディレクター、絵コンテ/演出）
- らんぽう（絵コンテ）
- チックンタックン（絵コンテ）
- 名探偵ホームズ（絵コンテ）
- SLIPPY DANDY（絵コンテ/演出）
- ルパン三世 バビロンの黄金伝説（絵コンテ）
- 11ぴきのねことあほうどり（監督）
- ハローキティのシンデレラ（監督）
- RUNNING BOY スター・ソルジャーの秘密（監督）
- TAMA&FRIENDS 3丁目物語（絵コンテ）
- みんなのうた※2曲ともこはなわためお名義
  - 背中でツイスト（所ジョージ）
  - ぼくは未来のサッカー選手（井上りつ子）
- ちびまる子ちゃん（絵コンテ）※こはなわためお名義
- つる姫じゃ〜っ!（監督）
- アニメひみつの花園（監督）
- 銀河鉄道の夜（絵コンテ）
- ぼのぼの（演出協力）※こはなわためお名義
- 楽しいウィロータウン（総監督）
- ビット・ザ・キューピッド（監督）
- いじわるばあさん（新）（絵コンテ/演出）
- コボちゃん（絵コンテ/演出）
- エルマーの冒険（絵コンテ）
- おじゃる丸（絵コンテ） ※第20シリーズまで。主に昔話などのパロディの回を中心に担当。
- サイボーグクロちゃん（絵コンテ）
- スーパードール★リカちゃん（絵コンテ）
- へろへろくん（絵コンテ/演出）
- 3丁目のタマ うちのタマ知りませんか?（絵コンテ）
- イソップワールド（絵コンテ）
- 星のカービィ（絵コンテ/演出）
- トントンあったと にいがたの昔ばなし（監督）
- アニマル横町（絵コンテ）
- はぴはぴクローバー（絵コンテ）
- ふるさと再生 日本の昔ばなし（絵コンテ/演出）